# Hélène Dutrieu
Hélène Dutrieu, född 10 juli 1877 i Tournai i Belgien, död 25 juni 1961 i Paris i Frankrike, var en belgisk-fransk flygpionjär.
Dutrieu växte upp i en sportintresserad familj i Belgien och var dotter till en officer i belgiska armén. Hennes bror Eugène var en känd tävlingscyklist i norra Frankrike och ansvarig för Cirque-Excelsior-Dutrieu. Via honom kom hon i kontakt med cykelsporten och hon ställde upp i ett flertal tävlingar mellan 1893 och 1898. Hon vann världsmästerskapet för kvinnor 1897 och 1898 samt Grand Prix d’Europe 1898. Hon fick smeknamnet La Flèche Humaine, "den mänskliga pilen", och tilldelades St. André-korset med diamanter av Leopold II 1898 för sina framgångar som cyklist.
Hon slutade därefter med tävlingscykling och var verksam som varietéartist med cykelnummer, bland annat genom att cykla genom en looping-formad bana på en show i Marseilles. Hon fortsatte med motorcykel- och bilnummer och började som tävlingsförare i bil. 1904 till 1907 körde hon för den franska bilfirman Clément-Bayard de Levallois.
Hon bosatte sig i Paris och fick en introduktionsflygning i en Santos-Dumont Desmoiselle vid Issy-Les-Moulineaux i december 1908. Kort efter flygturen kontaktade hon bröderna Farmans flygskola, där hon fick sin flygutbildning. Hon var den tredje kvinnan som flög upp för flygcertifikat, men på grund av administrativa orsaker tilldelades hon inte något certifikat. Hon kunde inte godkännas, eftersom hon flög under belgiska regler, och de franska kontrollanterna, som inte kunde regelverket, vägrade att intyga att hon klarat av flygningen. Hon fick slutligen sitt flygcertifikat med nummer 27 utfärdat i Belgien 25 november 1910. 
19 april 1910 blev hon den första kvinnliga pilot som genomförde en flygning med passagerare. Som pilot fick hon det nya smeknamnet la femme épervier, "den kvinnliga falken" och hon blev den första att vinna Coupe Femina, som var en distans- och höjdflygtävling för kvinnor. Marie Marvingt, som ledde tävlingen, blev slagen på mållinjen när Dutrieu lyckades genomföra en flygning på 1 timme och 7 miuter. Hon slog sitt eget rekord 21 december 1910 med en 167 kilometer lång flygning på 2 timmar 35 minuter. Med sina flygrekord blev hon ett stort dragplåster till olika flygutställningar i Europa och USA.
1911 segrade hon åter i Femina Cup med en 254 kilometer lång flygning på 2 timmar 58 minuter. (Femina Cup vanns slutligen av Marie Marvingt.) Dutrieu tilldelades, som första kvinnliga pilot, den Franska Hederslegionen 1913. Hon gifte sig 1922 med en fransman och ansökte om franskt medborgarskap. Under senare år var hon verksam som vice ordförande för damsektionen av Aero-club och under hennes ledning inrättades flygtävlingen Coupe Hélène-Dutrieu-Mortier, med en prissumma på 200 000 francs till den kvinna som kunde flyga längst distans utan mellanlandning.

## Cykelrekord
- världsrekord i cyklad distans på en timme för kvinnor 1893[6]
- mästare vid hastighets cykeltävlingen i Ostende 1896[7] och 1897[8]
- Grand Prize of Europe 1898
- segrade i Cours de 12 Jours i London 1896[9]